# Euthalia bolitissa
Euthalia bolitissa är en fjärilsart som beskrevs av Hans Fruhstorfer 1913. Euthalia bolitissa ingår i släktet Euthalia och familjen praktfjärilar. Inga underarter finns listade i Catalogue of Life.